# Kaikai Kiki
Kaikai Kiki (Kaikai Kiki Co., Ltd) est un collectif d’artistes, et une entreprise créée à la fin des années 1980 sous le nom de Hiropon Factory. Elle change de nom au début des années 2001. Cette entreprise se charge principalement de fabriquer et vendre des produits dérivés des œuvres de Takashi Murakami mais également d'autres artistes japonais pour laquelle elle organise des expositions, commercialise des produits. Les peintres Takashi Murakami, Aya Takano (en), Akane Koide et Chiho Aoshima ainsi que les artistes Mahomi Kunikata, "Mr." alias Shigeo Nagashima, Chinatsu Ban et Rei Sato. Le terme reste utilisé pour nommer certaines œuvres de Murakami ; c'est également le nom d'une galerie, Kaikai Kiki Gallery.